# Guru (rapper)
Guru, The G.U.R.U. (Gifted Unlimited Rhymes Universal) o Baldhead Slick, pseudonimo di Keith Edward Elam (Boston, 17 luglio 1961 – New York, 19 aprile 2010), è stato un rapper, produttore discografico, attore e attivista statunitense.
È stato la parte vocale del duo Gang Starr, gruppo pioniere della storia dell'Hip Hop golden-era, formato con DJ Premier. Con la sua serie di album Jazzmatazz è anche considerato uno dei pionieri della commistione tra jazz e hip hop. Il nome Guru è un "retro-acronimo", cioè è stato sviluppato come fosse un acronimo in Gifted Unlimited Rhymes Universal (Dotato Illimitato Poeticamente Universale) e talvolta come God is Universal, He is the Ruler Universal (Dio è universale, Egli è il Regolatore Supremo).
Guru è considerato una leggenda dell'Hip Hop: con i Gang Starr ha contribuito alla diffusione del Jazz e del Blues nel rap e segnato parte dell'età d'oro dell'hip hop.
Ammalato di mieloma multiplo, il 28 febbraio 2010 è entrato in coma in seguito ad un arresto cardiaco. È morto il 19 aprile 2010 all'età di 48 anni.

## Carriera

### I Gang Starr
Ha fatto parte dei Gang Starr fin dal 1986, prima che nel gruppo arrivasse DJ Premier. Guru si è costruito una considerevole reputazione nei primi anni Novanta, con alcuni dei primi album dei Gang Starr divenuti dei classici, come Step in the Arena (1991) e Daily Operation (1992). Lo stile di Guru è basato su battle rhyme eseguite omogeneamente, con modestia e spirito arguto; tipicamente evita di usare il suo carisma per prevalere, concentrandosi piuttosto sulle sue abilità nelle rime. Le sue formidabili capacità al microfono hanno attratto innumerevoli ammiratori; il seguito di cui godeva gli consentì di promuovere alcuni giovani rapper, tra i quali Jeru the Damaja: è citato come produttore esecutivo, insieme a DJ Premier, del debutto di Jeru, The Sun Rises in the East (1994).
Nel 1993 ha pubblicato il suo primo album da solista, Jazzmatazz, Vol. 1.  L'album contiene collaborazioni con Donald Byrd, N'Dea Davenport, MC Solaar e Roy Ayers, mentre nel secondo LP, Jazzmatazz, Vol. 2: The New Reality compaiono Ramsey Lewis, Branford Marsalis e Jamiroquai. Sebbene gli album Jazzmatazz furono considerati in genere come tra i più significativi album rap dei primi anni '90, la reputazione di Guru soffrì delle recensioni contrastate ottenute dal terzo album  Jazzmatazz, Vol. 3: Streetsoul (2000) e dal successivo Baldhead Slick & Da Click (2001).
Tuttavia, i più recenti album dei Gang Starr hanno riportato a Guru i favori della critica. L'importante rapper underground di Boston, Mr. Lif, cita frequentemente Guru come uno dei suoi principali modelli stilistici; Lif e Guru appaiono come ospiti nell'album di debutto dei the Perceptionists, Black Dialogue (2005).
Oltre al progetto Gang Starr e al suo Jazzmatazz e album da solista, Guru ha collaborato con svariati artisti a partire dai primi anni '90, non solo artisti hip hop ma anche di altri generi, come il pop, la dance elettronica, l'acid jazz e perfino bande di ottoni.

### Etichetta in proprio e ultimi progetti
Oltre al suo progetto Jazzmatazz, Guru ha dato anche vita a una propria etichetta discografica, chiamata  "Ill Kid Records", a metà degli anni Novanta. Con qualche aiuto da parte di DJ Premier, sono stati pubblicati diversi singoli a 12" in vinile e l'album Guru presents Ill Kid Records. La maggior parte del materiale era di artisti più o meno legati a Guru, DJ Premier o alla Gang Starr Foundation. Tuttavia, l'etichetta sembra aver cessato l'attività nel 2005. Guru ha fondato la "7 Grand" con il produttore newyorkese Solar (da non confondersi con il francese MC Solaar precedentemente citato), di cui ha pubblicato i recenti singoli e album.
A partire dal 2004 interrompe le relazioni con DJ Premier, il suo ex DJ nei Gang Starr.
Il suo "vero e proprio primo album da solista", secondo le sue stesse parole, è stato Version 7.0: The Street Scriptures (2005), pubblicato con l'aiuto di Solar. .
Nel 2007 esce il quarto episodio nella serie di Jazzmatazz, un doppio CD, interamente prodotto da lui stesso e da Solar. In esso compaiono diversi artisti sia americani che inglesi. Nel 2007 Guru è anche presente nell'album di esordio di Domingo, The Most Underrated, e nella raccolta Official Joints, una selezione di pezzi finora inediti di diversi rappers newyorkesi.
Nel 2009 pubblica, sempre in collaborazione con Solar, "Lost and Found".

## Produzione e recitazione
Come molti altri rapper, Guru era familiare anche con il lavoro dietro il banco di mixaggio. Ha co-prodotto tutti i pezzi dei Gang Starr fin dal 1989, e prodotto (o co-prodotto) gran parte del suo lavoro da solista e nel progetto Jazzmatazz.
Guru ha anche recitato in diversi b-movie negli anni Novanta e Duemila.

## Discografia

### Con i Gang Starr
Album in studio
- 1989 - No More Mr. Nice Guy
- 1991 - Step in the Arena
- 1992 - Daily Operation
- 1994 - Hard to Earn
- 1998 - Moment of Truth
- 2003 - The Ownerz

Raccolte
- 1999 - Full Clip: A Decade of Gang Starr
- 2006 - Mass Appeal: Best of Gang Starr

### Da solista
Album in studio
- 1993 - Jazzmatazz, Vol. 1
- 1995 - Jazzmatazz, Vol. 2: The New Reality
- 2000 - Jazzmatazz, Vol. 3: Streetsoul
- 2001 - Baldhead Slick & Da Click
- 2005 - Version 7.0: The Street Scriptures
- 2007 - Jazzmatazz, Vol. 4: The Hip-Hop Jazz Messenger: Back to the Future

Raccolte
- 1995 - Guru Presents Ill Kid Records

## Filmografia
- Who's the Man? (1993) come Martin Lorenzo
- The Substitute 2: School's Out (1998) come Little Boy.
- Train Ride (2000) come Jay
- 3 A.M. (2001) come Hook-Off
- Urban Massacre (2002) come Cereal Killah
- Kung Faux (2003) come Voice Over/Various

## Doppiaggio
- 8-Ball in Grand Theft Auto III e Grand Theft Auto: Liberty City Stories.